# F 14 (1917)
F 14 – włoski okręt podwodny z czasów I wojny światowej i okresu międzywojennego, jedna z 21 zbudowanych dla Regia Marina jednostek typu F. Okręt został zwodowany 23 stycznia 1917 roku w stoczni Cantieri navali Odero w Sestri Ponente w Genui, a w skład włoskiej marynarki wojennej został wcielony 18 marca 1917 roku. Jednostka zatonęła w wyniku kolizji 6 sierpnia 1928 roku, po czym została podniesiona i następnie złomowana.

## Projekt i budowa
Okręty podwodne typu F zostały zaprojektowane przez inż. majora Cesarego Laurentiego jako ulepszenie poprzedniego projektu tego konstruktora – jednostek typu Medusa. Przy zachowaniu wymiarów zewnętrznych i wyporności nowe okręty charakteryzowały się krótszym czasem zanurzania, większą manewrowością w położeniu nawodnym i podwodnym, powiększonym kioskiem, instalacją działa pokładowego, żyrokompasu, dwóch peryskopów i systemu łączności podwodnej Fessenden. Okręty miały konstrukcję dwukadłubową, z kadłubem lekkim ukształtowanym na podobieństwo linii kadłuba torpedowców . Przestrzeń między kadłubem sztywnym a lekkim można było uczynić wodoszczelną poprzez zamknięcie specjalnych odwietrzników: w ten sposób okręty zyskiwały dodatkową rezerwę pływalności, szczególnie przydatną podczas żeglugi po powierzchni w złych warunkach pogodowych .
F 14 zbudowany został w stoczni Cantieri navali Odero w Sestri Ponente w Genui. Stępkę okrętu położono 2 października 1915 roku, a zwodowany został 23 stycznia 1917 roku. Motto okrętu brzmiało „Sicut felis patiens vigil audax” (pol. „Cierpliwy, czujny i odważny jak kot”) .

## Dane taktyczno-techniczne
F 14 był niewielkim, przybrzeżnym okrętem podwodnym . Kadłub podzielony był grodziami wodoszczelnymi (wyposażonymi w podwójne drzwi wodoszczelne) na trzy przedziały: dziobowy (mieszczący kubryk marynarzy), przedział z głównym stanowiskiem dowodzenia i siłownią oraz przedział baterii akumulatorów . Długość całkowita wynosiła 45,63 metra, szerokość 4,22 metra i zanurzenie 3,1 metra. Wyporność normalna w położeniu nawodnym wynosiła 262 tony, a w zanurzeniu 319 ton. Okręt napędzany był na powierzchni przez dwa dwusuwowe silniki wysokoprężne FIAT 216 o łącznej mocy 670 KM . Napęd podwodny zapewniały dwa silniki elektryczne Savigliano o łącznej mocy 500 KM. Dwa wały napędowe obracające dwiema śrubami umożliwiały osiągnięcie prędkości 12,5 węzła na powierzchni i 8 węzłów w zanurzeniu. Zasięg wynosił 1300 Mm przy prędkości 9 węzłów w położeniu nawodnym oraz 120 Mm przy prędkości 2,5 węzła w zanurzeniu (lub 800 Mm przy prędkości 12 węzłów w położeniu nawodnym oraz 9 Mm przy prędkości 8 węzłów w zanurzeniu). Zapas paliwa wynosił 12 ton. Energia elektryczna magazynowana była w jednej baterii akumulatorów składającej się z 232 ogniw . Dopuszczalna głębokość zanurzenia wynosiła 40 metrów  .
Okręt wyposażony był w dwie stałe dziobowe wyrzutnie kalibru 450 mm, z łącznym zapasem czterech torped. Uzbrojenie artyleryjskie stanowiła pojedyncza pokładowa armata przeciwlotnicza kalibru 76 mm Armstrong A1914 L/30 oraz karabin maszynowy Colt kalibru 6,5 mm  .
Załoga okrętu składała się z 2 oficerów oraz 24 podoficerów i marynarzy.

## Służba
F 14 został wcielony do służby w Regia Marina 18 marca 1917 roku. Jego pierwszym dowódcą został kpt. mar. (wł. tenente di vascello) Amilcare Casarano . Początkowo F 14 został podporządkowany Dowództwu Obszaru Morskiego w La Spezii, odbywając patrole przeciw okrętom podwodnym na wodach Morza Tyrreńskiego . Następnie w oparciu o inne bazy uczestniczył w misjach ofensywnych na austro-węgierskich szlakach handlowych i u wybrzeży nieprzyjaciela . Za udział w jednej z takich akcji, przeprowadzonej 25–27 lipca 1917 roku, załoga okrętu otrzymała pochwałę . 31 grudnia 1917 roku okręt wchodził w skład Flotylli Okrętów Podwodnych w Ankonie (wraz z F 1, F 6, F 7, F 8, F 11, F 18, A 2, A 3, A 4, A 5 i A 6). W 1918 roku dowództwo jednostki objął kpt. mar. Giuseppe Curci . W lipcu 1918 roku F 14 odważnie przedarł się przez zagrodę minową, jednak wpadł w zasadzkę u wejścia do portu Pola . 1 listopada 1918 roku okręt nadal należał do Flotylli Okrętów Podwodnych w Ankonie (razem z F 1, F 6, F 7, F 11, F 16 i F 18). Łącznie podczas działań wojennych załoga jednostki wzięła udział w 35 rejsach bojowych .
Po zakończeniu wojny F 14 stacjonował w Sebenico, gdzie jego załoga brała udział w wydobywaniu i dezaktywacji min postawionych w celu blokowania portu, a także pełniła funkcję żandarmerii wojskowej w bazie . Po powrocie do Wenecji jednostka prowadziła działalność szkoleniową na północnym Adriatyku, gdzie odbywała częste rejsy, a następnie w 1925 roku weszła w skład Dywizjonu Okrętów Podwodnych w Brindisi .
6 sierpnia 1928 roku o godzinie 8:45, podczas symulowanego ataku na formację floty włoskiej nieopodal Poli, F 14 wynurzył się tuż przed dziobem niszczyciela „Giuseppe Missori”, który staranował go i zatopił. Akcję ratowniczą utrudniała niesprzyjająca pogoda, więc kiedy następnego dnia po południu okręt został podniesiony, nikt z jego załogi już nie żył – zmarli w wyniku uduszenia spowodowanego chlorem pochodzącym z rozbitych akumulatorów . Dowódca F 14 Isidoro Wiel otrzymał pośmiertnie Medal za Męstwo Wojskowe . Jednostki nie przywrócono już do służby i została zezłomowana.